# Rikuya Izutsu
Rikuya Izutsu (født 10. februar 1994) er en japansk fodboldspiller.